# N.E.C. in het seizoen 1968/69
Het seizoen 1968/1969 was het 15e jaar in het bestaan van de Nijmeegse betaaldvoetbalclub N.E.C.. De club kwam uit in de Eredivisie en eindigde daarin op de 12e plaats. Tevens deed de club mee aan het toernooi om de KNVB Beker, hierin werd in de kwartfinale verloren van Feijenoord (1–4).

## Wedstrijdstatistieken

### Eredivisie
|       | ADO   | Ajax  | AZ '67 | DOS   | DWS   | Feijenoord | Fortuna SC | Go Ahead | Holland Sport | GVAV  | NAC   | NAC   | PSV   | Sparta | Telstar | FC Twente '65 | Volendam |
| ----- | ----- | ----- | ------ | ----- | ----- | ---------- | ---------- | -------- | ------------- | ----- | ----- | ----- | ----- | ------ | ------- | ------------- | -------- |
| Thuis | 0 – 1 | 1 – 2 | 1 – 1  | 2 – 1 | 2 – 1 | 0 – 1      | 4 – 0      | 1 – 0    | 2 – 0         | 0 – 1 | 1 – 0 | 1 – 1 | 1 – 1 | 0 – 1  | 3 – 1   | 2 – 0         | 0 – 0    |
| Uit   | 3 – 0 | 2 – 1 | 3 – 0  | 0 – 0 | 4 – 0 | 1 – 0      | 1 – 1      | 1 – 0    | 0 – 0         | 1 – 0 | 0 – 0 | 2 – 0 | 3 – 1 | 0 – 3  | 1 – 0   | 4 – 2         | 0 – 0    |

### KNVB Beker
| 1e ronde                                         | Baronie                                                     | 2 – 4 (0 – 2)                      | N.E.C.                                                   |
| 15 september 1968 Plaats: Breda De Blauwe Kei    | Ad Holleman 71', 73'                                        |                                    | 10' Gerard Weber 35', 90' Chris Geutjes 55' Peter Ressel |
| 2e ronde                                         | N.E.C.                                                      | 2 – 0 (1 – 0)                      | MVV                                                      |
| 10 november 1968 Plaats: Nijmegen Goffertstadion | Chris Geutjes 40' Peter Ressel 51'                          |                                    |                                                          |
| 3e ronde                                         | N.E.C.                                                      | 2 – 1 (1 – 1, 1 – 1) Na verlenging | ADO                                                      |
| 9 maart 1969 Plaats: Nijmegen Goffertstadion     | Chris Geutjes 7', 106'                                      |                                    | 8' Harrie Heijnen                                        |
| Kwartfinale                                      | Feijenoord                                                  | 4 – 1 (2 – 0)                      | N.E.C.                                                   |
| 20 mei 1969 Plaats: Rotterdam Stadion Feijenoord | Henk Wery 32', 51' Coen Moulijn 42' Frans van der Heide 86' |                                    | 61' Rob Lelieveld                                        |

## Statistieken N.E.C. 1968/1969

### Eindstand N.E.C. in de Nederlandse Eredivisie 1968 / 1969
| Stand | Gespeeld | Gewonnen | Gelijk | Verloren | Punten | Doelpunten voor | Doelpunten tegen |
| ----- | -------- | -------- | ------ | -------- | ------ | --------------- | ---------------- |
| 12e   | 34       | 9        | 9      | 16       | 27     | 29              | 38               |

### Topscorers
| #                 | Naam            | Goal |
| ----------------- | --------------- | ---- |
| 1.                | Peter Ressel    | 6    |
| 1.                | Lambert Verdonk | 6    |
| 3.                | Chris Geutjes   | 4    |
| 3.                | Rob Lelieveld   | 4    |
| 5.                | Tini van Reeken | 3    |
| 6.                | Herbert Bönnen  | 1    |
| 6.                | Frans Eggenkamp | 1    |
| 6.                | Wim Meijers     | 1    |
| 6.                | Ad Mellaard     | 1    |
| 6.                | Ben Werts       | 1    |
| Onbekend doelpunt |                 |      |
| –                 | Onbekend        | 1    |
| Totaal            | Totaal          | 29   |

| #      | Naam          | Goal |
| ------ | ------------- | ---- |
| 1.     | Chris Geutjes | 4    |
| 2.     | Peter Ressel  | 2    |
| 3.     | Rob Lelieveld | 1    |
| 3.     | Gerard Weber  | 1    |
| Totaal | Totaal        | 8    |

## Voetnoten
ADO ·
Ajax ·
AZ '67 ·
DOS ·
DWS ·
Feijenoord ·
Fortuna SC ·
Go Ahead ·
Holland Sport ·
GVAV ·
MVV ·
NAC ·
N.E.C. ·
PSV ·
Sparta ·
Telstar ·
FC Twente '65 ·
Volendam